# Lan Caihe
 (octobre 2024).
Si vous disposez d'ouvrages ou d'articles de référence ou si vous connaissez des sites web de qualité traitant du thème abordé ici, merci de compléter l'article en donnant les références utiles à sa vérifiabilité et en les liant à la section « Notes et références ».

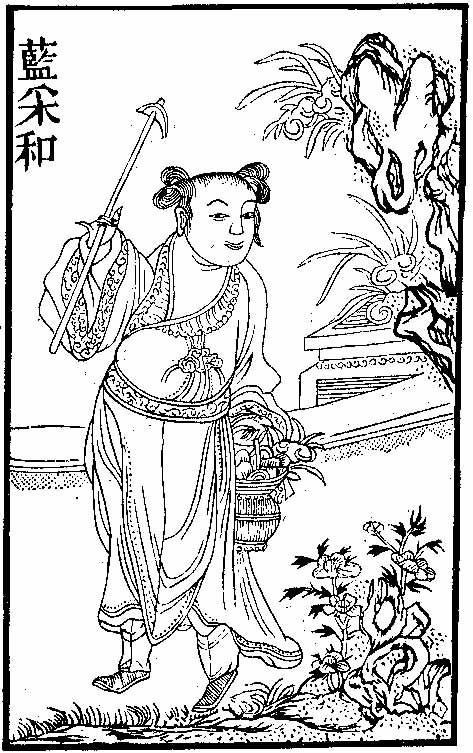
Une gravure sur bois de Lan Caihe, le moins connu des huit immortels.

Lan Caihe (藍采和; pinyin: Lán Cǎihé; Wade-Giles: Lan Ts'ai-ho) est le moins connu des huit immortels, une divinité du taoïsme et de la religion populaire chinoise. Son âge et son sexe restent inconnus. Il pourrait être hermaphrodite et représenter l’union du yin et du yang, mais dans sa représentation la plus connue, il apparaît comme un jeune garçon portant un panier de bambou inépuisable contenant des fleurs représentant bonheur et longévité, et parfois un paiban (拍板), instrument servant à marquer le rythme des chants, en forme de houe. Quelques rares portraits le montrent en vieillard, bien qu’il soit écrit dans ses biographies légendaires qu’il ne vieillissait pas.
Il serait né pendant la Dynastie Tang et aurait vécu à Xi'an sous le règne de Xuanzong. Ses habitudes étaient excentriques et considérées comme bizarres. Il portait des tenues légères en hiver et des tenues chaudes en été. Il marchait avec un pied nu et un autre chaussé. Il laissant traîner derrière lui sur le sol la chaîne de piécettes gagnées en mendiant et, selon l’humeur, distribuait l’argent aux pauvres ou le dépensait en beuveries. Il chantait souvent des chants d’immortels, et aurait lui-même disparu au ciel sur une grue. Une pièce du théâtre Yuan, Zhongli Quan convertit Lan Caihe (鍾離權度藍采和), en fait un acteur nommé Xu Jian (許堅) qui devient disciple de Zhongli Quan ; Lan Caihe est son nom de scène.